# Robert Stadler
Robert Stadler est un designer autrichien, né en 1966 à Vienne. 

## Biographie

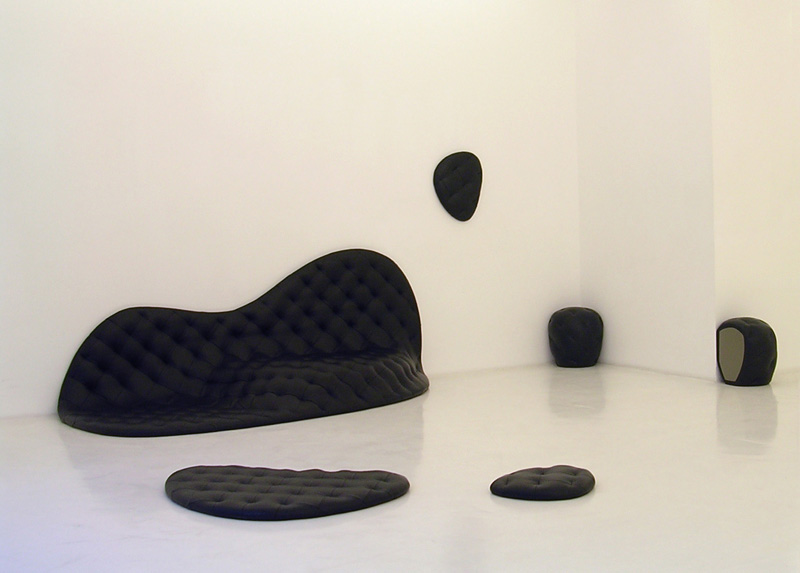
Pools & Pouf!

Robert Stadler étudie le design à l’IED à Milan puis à l’École nationale supérieure de création industrielle (ENSCI) à Paris où il co-fonde, en 1992, le groupe Radi Designers. Le collectif reste actif jusqu’en 2008. Depuis 2000, il vit et travaille en solo à Paris.

## Son œuvre
Robert Stadler intervient dans des domaines très divers, effaçant toute hiérarchie entre les projets libres et les commandes industrielles. 
Il explore l’espace d’exposition afin de dissiper le clivage entre art et design. Il interroge le statut de l’objet comme œuvre d’art ou produit, ainsi que la frontière entre préciosité et humilité, élégance et vulgarité, sérieux et absurde. Ce questionnement de l’identité de l’objet allant jusqu'à provoquer leur dissolution, est un des principaux domaines d’intérêt de ses projets. 
Son travail est présent dans plusieurs collections privées et publiques telles que le MAK - Museum for Applied Arts / Contemporary Art à Vienne, Les Arts Décoratifs, la Fondation Cartier et le Fonds national d'art contemporain (FNAC). Il est représenté par Carpenters Workshop Gallery. Il travaille pour des clients tels que Dior, Lobmeyr, Palais de Tokyo, Ricard, Thonet et Vitra. 

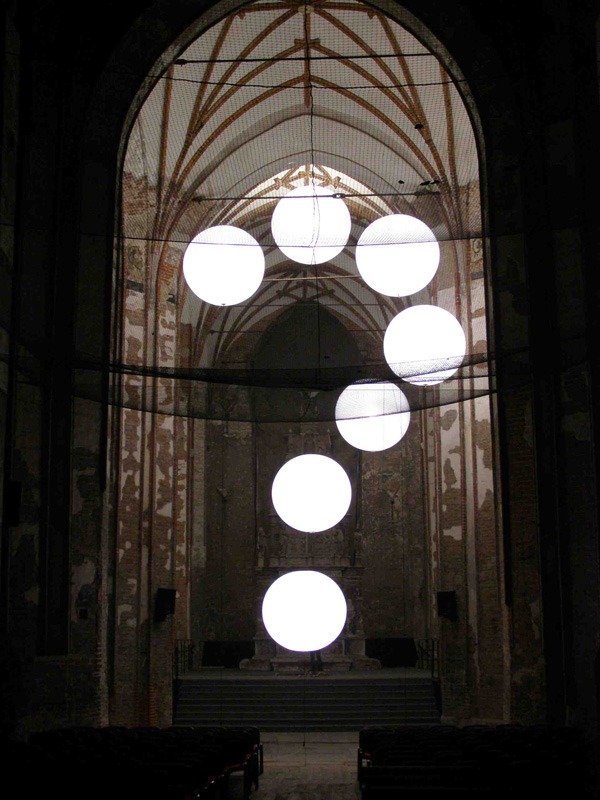
Installation à l'église St. John à Gdansk, Pologne, en mars 2009

En 2012, Robert Stadler est lauréat du Prix Liliane Bettencourt pour l’Intelligence de la Main avec les artisans de la société Siegeair. En 2014, la monographie Robert Stadler Invasive Shifting Absurd Exercise paraît aux Editions de la Martinière.

## Principales réalisations
- Typecasting - An Assembly of Iconic, Forgotten and New Vitra Characters, commissariat et scénographie de l'exposition, La Pelota, Milan Design Week, 2018.
- QUIZ 2 - Sur une idée de Robert Stadler, MUDAM, Luxembourg, 2016.
- L'Usage des formes, scénographie de l'exposition, Palais de Tokyo, Paris, 2015.
- QUIZ - Sur une idée de Robert Stadler, Galerie Poirel, Nancy, 2014.
- Hermès - Le temps à l'œuvre, scénographie de l'exposition itinérante, 2013-2014.
- Tephra formations, performance en collaboration avec Philippe Katerine, Centre Georges-Pompidou, Paris, 2013.
- Traits d'union, installation permanente à l'Ensemble Poirel, Nancy, 2013.
- Corso, design et direction artistique de six restaurants à Paris depuis 2007[1].
- 107, chaise de bistrot, éditée par Thonet, 2011.
- Prix Daniel Toscan du Plantier, trophée du meilleur producteur de l'année, décerné par l'Académie des César, 2008.
- ?, installation à l'église Saint-Paul Saint-Louis, Nuit Blanche Paris 2007.
- Ligne Plein Air Ricard, broc et bac à glace, 2007.

## Principales expositions personnelles
- Solid Doubts: Robert Stadler at The Noguchi Museum, The Isamu Noguchi Foundation and Garden Museum, New York, 2017.
- You May Also Like: Robert Stadler, Kunsthalle im Lipsiusbau, Dresden, 2017.
- Cut_paste, Carpenters Workshop Gallery, Londres, 2016.
- Airspace, Carpenters Workshop Gallery, Paris, 2015.
- Back in 5 min, MAK Design Salon #3, MAK Branch, Geymüllerschlössel, Vienne, 2014.
- Galerie de Multiples, Paris, 2011[2].
- 1000 jours, Carpenters Workshop Gallery, Paris, 2011.
- Wild at home, Galerie Triple V, Paris, 2011.
- Dissipations, Galerie Emmanuel Perrotin, Paris, 2008.
- Roomers, Galerie Traversée, Munich, 2006.
- Vacancy, Project Room - Galerie Yvon Lambert, Paris, 2005.
- Lost and found, Galerie Dominique Fiat, Paris, 2004.
- Frontalunterricht, avec Stefan Nikolaev, Espace Paul Ricard, Paris, 2003.

## Principales expositions collectives
- QUIZ 2 - Sur une idée de Robert Stadler, MUDAM, Luxembourg, 2016.
- Triple V - New Location Opening Exhibition, Galerie Triple V, Paris, 2016.
- Pavillon De L’Esprit Nouveau: A 21st Century Show Home, Swiss Institute, New York[3], 2015.
- Zones de confort, Galerie Poirel, Nancy, 2015.
- Oracles du design, La Gaîté Lyrique, Paris, 2015[4].
- L'Usage des formes, Palais de Tokyo, Paris, 2015[5].

- QUIZ - Sur une idée de Robert Stadler, Galerie Poirel, Nancy, 2014[6].
- Isn't it romantic?, MAKK, Cologne, 2013.
- The Magic of Diversity, MAK, Vienne, 2012[7].
- Bright Future: New Designs in Glass, Pratt Manhattan Gallery, New York, 2012.
- Formlose Möbel, Formless Furniture, Museum für Gestaltung, Zurich, 2009[8].
- Thing beware the material world, Art Gallery of Western Australia, Perth, 2009[9].
- Living Box, FRAC Pays de la Loire, Nantes, 2008[10].
- The Freak Show, Musée de la Monnaie, Paris, 2008; MAC - Musée d'Art Contemporain, Lyon, 2007[11].
- Design contre design, Grand Palais, Paris, 2007[12].
- Open borders, Tri Postal, Lille, 2004.
- Design en Stock, 2000 objets du FNAC, Palais de la Porte Dorée, Paris, 2004[13].